# Filet americain

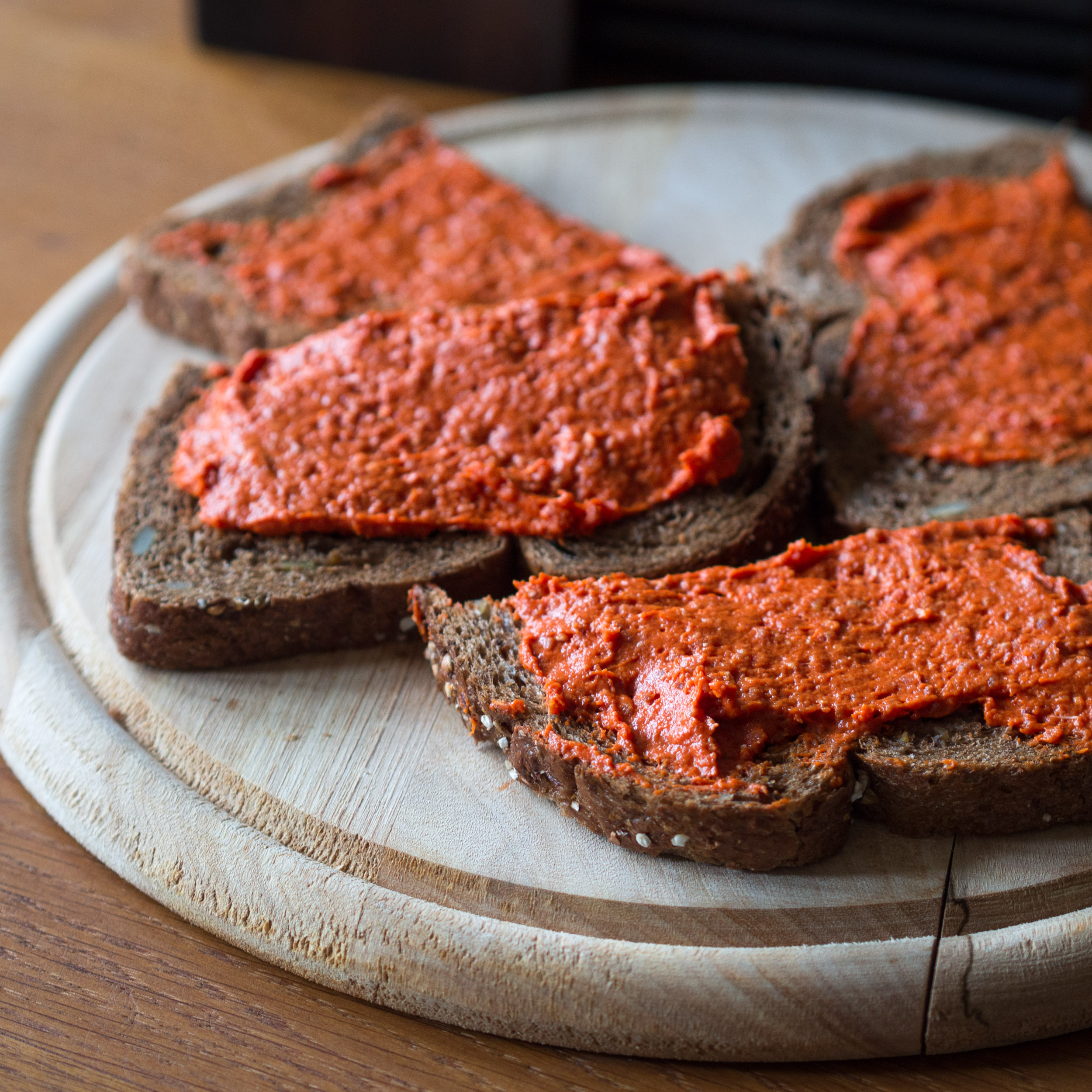
Filet americain als broodbeleg

Filet americain of (americain) preparé (in België) is fijn gemalen rauw mager rundvlees, zoals biefstuk, met toevoeging van peper en bijvoorbeeld een ei.
In België en Frankrijk wordt de term filet americain gebruikt voor gehakte biefstuk, dus rundergehakt zonder toevoegsels als kruiden of ajuin (uitjes). In Nederland staat dit bekend als tartaar. De met mayonaise of andere sauzen bereide variant die als broodbeleg wordt gebruikt, heet in België americain preparé, de versie bereidt met alleen olie en kappertjes heet preparé.
In Nederland wordt met 'filet americain' de bereide variant bedoeld waarbij aan het vlees ingrediënten zijn toegevoegd en die wordt gebruikt als beleg van bijvoorbeeld toast.
Het gerecht kent zijn oorsprong in Brussel en de naam werd gekozen tijdens de roaring twenties waarin de Amerikaanse cultuur erg populair was.

## Martino
Een pikante variant van filet americain, bekend in België en zuidelijk Nederland, is een broodje Martino. Dit is een broodje met preparé en de volgende ingrediënten worden toegevoegd: ketchup, tabasco, worcestersaus, cayennepeper, pilipili, zout, peper, gesnipperde ui en augurkjes. 
De eerste Martino wordt geclaimd door Albert De Hert, die in 1951 een sandwichbar Quick openhield op het De Coninckplein in Antwerpen. Volgens De Hert kwam voetballer Theo Maertens op een dag binnen met flinke honger en een stuk in zijn kraag, en bestelde hij een broodje preparé "met alles wat er in huis te vinden is." Dat bleek pilipili, tabasco, cayennepeper, augurken, zout, ketchup, worcestersaus en gesnipperde ui te zijn. Het nieuwe broodje viel in de smaak en een dronkenlap riep: "Doe mij maar hetzelfde als de Martino." Italiaanse liederen en orkesten waren begin jaren 1950 erg populair. Het was toen modieus om namen te 'veritaliaansen' door een o of een i toe te voegen. Zo kwam het dat de mensen ons Alberto en Martino noemden," verklaart Albert De Hert het woordgebruik Martino voor de pikante combinatie.
De eigenaars van de snackbar Martino in Gent beweren dat de Martino in Gent is uitgevonden. Het was volgens hen Raymond Noë die op verzoek van een paar Engelse toeristen een pikante sandwich samenstelde. Het broodje viel zo in de smaak dat hij het kort daarna op de kaart zette als broodje Martino, naar een Italiaanse vriend van hen.

## Voedselveiligheid
Het Voedingscentrum Nederland adviseert "zwangere vrouwen, baby’s en jonge kinderen t/m 4 jaar en ouderen" geen rauwe dierlijke producten zoals filet americain, ossenworst, carpaccio of niet doorbakken tartaar te eten. In zijn bewaarwijzer vermeldt het "eten op dag van aankoop".
Ook adviseert het RIVM sinds mei 2019 dat filet americain minimaal 48 uren moet ingevroren worden om toxoplasmose te voorkomen, wat hersenaandoeningen kan veroorzaken.